# لودمیلا انکوییست
لودمیلا انکوییست (روسی: Людмила Викторовна Нарожиленко-Леонова؛ سوئدی: Ludmila Viktorovna Engquist؛ زادهٔ ۲۱ آوریل ۱۹۶۴) دونده دو با مانع اهل سوئد است.
از افتخارات وی میتوان به کسب مدال طلا دو ۱۰۰ متر با مانع در بازی‌های المپیک تابستانی ۱۹۹۶ اشاره کرد.